# Амто-мусанські мови
А́мто-муса́нські мови (також мови Амто-Мусан, мови Амто-Мусіан, амто-мусіанські мови) — мови амто і сіави (мусан, муса), що утворюють надсім'ю (сток) на рівні філи, найбільшої одиниці класифікації папуаських мов. Є ізольованими мовами, їхня спорідненість з яким-небудь іншим мовним генетичним об'єднанням поки не доведена. Мови порівняно близькі одна до одної, але мовці не розуміють один одного. Число носіїв — близько 520 осіб (2007).

## Ареал і чисельність
Ареал амто-мусанських мов займає область між ареалами мов стоку Квомтарі, філи Сепік-Раму і сім'ї Лефт-Мей. Ці мови поширені серед жителів чотирьох селищ у центральній частині провінції Сандаун Папуа Нової Гвінеї. На мові амто розмовляють у селищах Амто, Аму та Хабійон — в округах Аманаб і Роккі Пік дистрикту Ванімо-Грін Рівер — на південь від річки Верхній Сепік у напрямку річки Лефт-Мей та верхів'їв річки Самайя. На мові сіави говорять тільки в одному селищі, розташованому між селами Амто і Ама. Ареал мови сіави розташований на північний схід від ареалу мови амто. З півночі і заходу до них примикає область поширення мови абау філи Сепік-Раму, зі сходу — область поширення мов ітері і бо сім'ї Лефті-Мей.
На мові амто говорить близько 300 осіб (2006), мовою сіаві — близько 220 осіб (2007).

## Соціолінгвістичні відомості
Амто-мусанські мови належать до категорії вразливих, але не перебувають під загрозою зникнення. Хоча кількість їхніх носіїв і є порівняно невеликою, але ці мови використовують усі покоління папуасів амто та сіаві, включно з молодшим поколінням. Для мовців амто-мусанських мов характерні різною мірою знання або розуміння мов сусідів — носії амто можуть говорити на сіаві, а носії сіаві — на амто. Крім цього, носії амто та сіаві на різному рівні володіють мовою ток-пісін. Для мови сіаві створена писемність, заснована на латинському алфавіті.

## Лінгвістична характеристика
Порядок слів — SOV. Тональність відсутня. Лексичні збіги в амто-мусанських мовах становлять 29%. Обидві мови мають 7% лексичних збігів із мовами арайскої сім'ї та 3% — з ізольованою мовою одіай.